# Зедделер, Логгин Иванович
Барон Людвиг Франц Ксавье фон Зедделер (нем. Ludwig Franz Xaver Freiherr v. Seddeler), на русский лад Логгин Иванович Зедделер или Людвиг Иванович Седлер (1791 — 1852) — российский генерал-лейтенант и военный историк австрийского происхождения; составитель 14-томного «Военного энциклопедического лексикона» (1837—1852).

## Биография

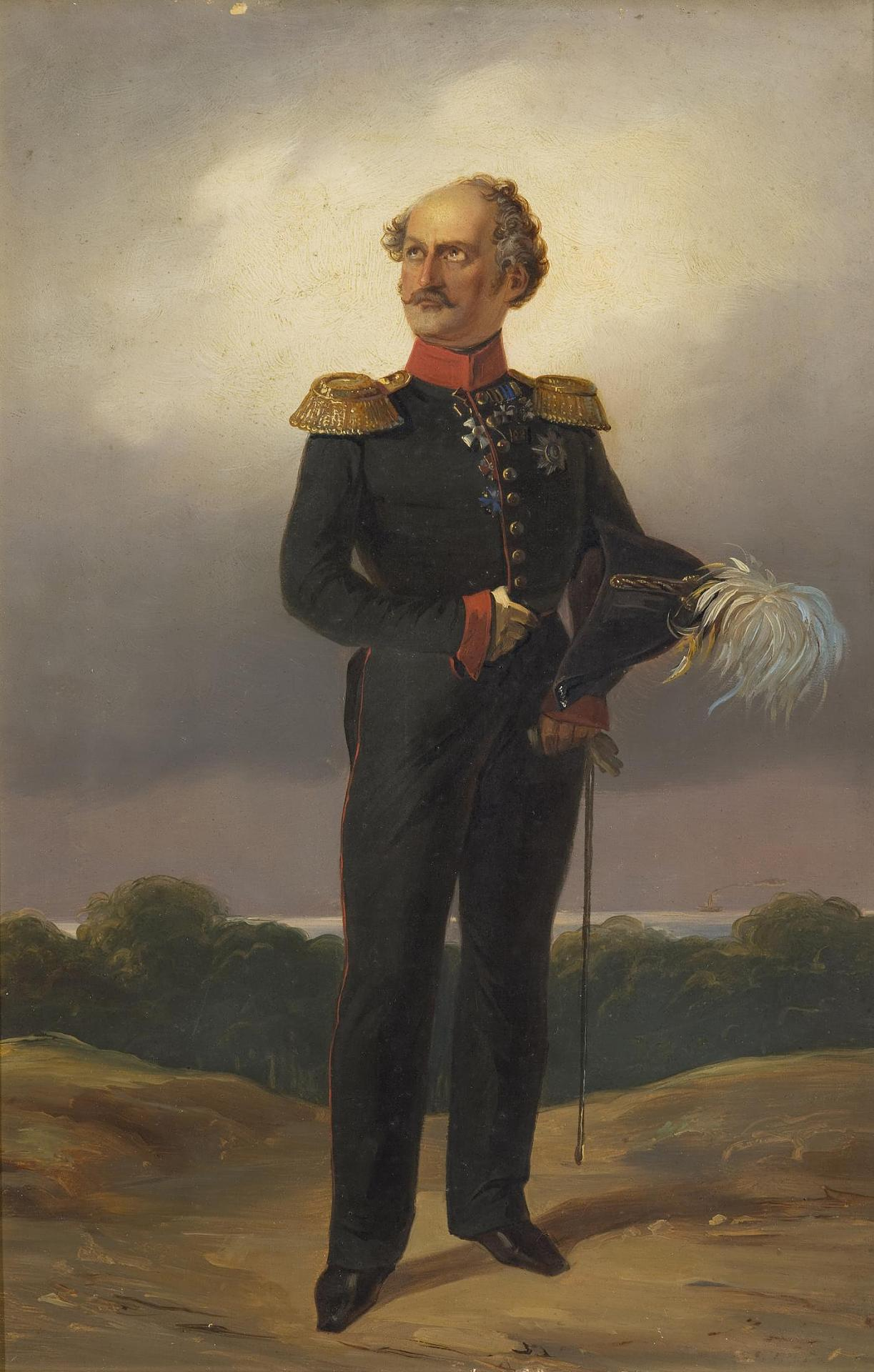
Б. Виллевальде. Портрет Л.И. Зедделера, 1839-1844 гг.

Людвиг Франц Ксавье фон Зедделер родился 23 октября 1791 года в городе Санкт-Петербурге; сын Иоганна Зедделера, министр-резидента великого герцога тосканского в Санкт-Петербурге, получившего австрийское баронское достоинство в 1782 году. Воспитание получил в австрийской Терезианской академии, был австрийским гусаром, ранен при Ваграме.
В 1813 году поступил на русскую службу; участвовал в Лейпцигской битве, где снова был тяжело ранен.
В польскую войну 1831 года Зедделер был начальником штаба в отряде генерала Головина.
18  января 1833 года произведён в генерал-майоры. 1 декабря 1838 года награждён орденом св. Георгия 4-й степени (№ 5686 по списку Григоровича — Степанова). Состоял вице-директором Военной академии, потом инспектором батальонов военных кантонистов.
Барон Людвиг Франц Ксавье фон Зедделер умер 29 февраля 1852 года в родном городе. Похоронен на Смоленском лютеранском кладбище.

## Награды
Российской империи:
- Орден Святого Владимира 4-й степени (7 ноября 1813)[3]
- Орден Святой Анны 2-й степени с алмазами (7 июня 1827)[4]
- Орден Святого Владимира 3-й степени (31 июня 1829)[5]
- Знак отличия беспорочной службы за ХХ лет (1837)
- Орден Святого Георгия 4-го класса (1 декабря 1838)
- Орден Святого Станислава 1-й степени (26 марта 1839)[6]

Иностранных государств:
- Орден «Pour le Mérite» (1814, королевство Пруссия)
- Орден Меча, рыцарский крест (1-го класса) (1830, королевство Швеция)
- Орден Красного орла 2-го класса (1832, королевство Пруссия)

## Семья
В браке с Августой Доротеей Мейер (1798—1876), уроженкой Гамбурга, родились дети:
- Мария Фредерика (1825—1868). В браке с генералом Александром Веймарном (с 1859 года князь Барклай-де-Толли-Веймарн)
- Николай (1830—1924, Харьков), гвардии полковник (1867), отставной генерал от инфантерии (1895). Его сын — Николай Николаевич Зедделер (1876—1937), художник, советский разведчик.
- Людвиг (1831—1899) — пехотный генерал

## Сочинения
- Составил «Журнал похода 1813 года» и «Обозрение истории военного искусства».
- Важнейший труд — «Военный энциклопедический лексикон» (СПб, 1837—1852), которому он отдал часть своего состояния и не менее 13 лет своей жизни. Удостоен за него Демидовской премии.